# Hiến Tiết Hoàng hậu
Hiến Tiết Hoàng hậu (chữ Hán: 憲節皇后; 1106 - 1139), tên thật Hình Bỉnh Ý (邢秉懿), nguyên phối và là Hoàng hậu đầu tiên của Tống Cao Tông Triệu Cấu.
Tuy được phong Hậu, nhưng tước vị [Hoàng hậu] của bà chỉ là trên danh nghĩa vì trước khi Tống Cao Tông Triệu Cấu lên ngôi, bà cùng vô số thành viên hoàng tộc của nhà Tống bị người Kim bắt sang phương Bắc làm tù binh. Bà được sách phong Hoàng hậu từ xa, tiếp tục sống như một tù binh, kết cục phải tự sát để tuẫn tiết. Cái chết của bà khiến Cao Tông vô cùng bi thương và thống khổ.

## Tiểu sử
Nguyên quán của Hình Bỉnh Ý ở Khai Phong. Bà là con gái của Gia quốc công Hình Hoán (邢煥), đến tuổi cập kê thành thân với Tống Cao Tông, khi đó còn là Khang vương, sơ phong Gia Quốc phu nhân (嘉國夫人).
Năm Tĩnh Khang (1126), Tống Huy Tông thoái vị nhường ngôi cho Tống Khâm Tông, anh trai của Tống Cao Tông. Năm thứ 2 (1127), phát sinh Sự biến Tĩnh Khang, quân đội nhà Kim đánh chiếm Khai Phong, lật đổ triều đại Bắc Tống. Tống Huy Tông, Tống Khâm Tông cùng các hậu phi, vương tôn, công chúa, tổng cộng hơn 3000 người bị áp giải về phương Bắc. Hậu phi, cung nữ bị đem phân phát cho các thân vương và quân lính người Kim. Bà được phong làm Tống quốc Kiến Diễm phu nhân (宋國建炎夫人). Mắc dù toàn bộ hoàng tộc nhà Tống bị bắt sang Kim làm tù binh, Tống Cao Tông vẫn thành công trốn thoát về nước.
Ngày 12 tháng 6 năm ấy, Tống Cao Tông lên ngôi, ông cử Tần Cối đi thương lượng với người Kim và cả hai cùng ký "Hiệp ước Thiệu Hưng". Sau khi hòa ước được ký kết, Tống Cao Tông sai Hà Chú và Tào Huân cùng sứ Kim Tiêu Nghị sang Kim dâng thệ biểu, xưng thần và chịu nộp cống cho Kim đế. Trước khi sứ thần về nước, Kiến Diễm phu nhân đã tháo đôi bông tai vàng và dặn Tào Huân phải đưa nó ngay cho Tống Cao Tông. Tống Cao Tông nhận được, vô cùng trân quý đôi bông này. Ông sách phong bà từ xa làm Hoàng hậu, phong cho 25 người họ hàng của bà làm quan.
Năm Thiệu Hưng thứ 5 (1139), Hình hoàng hậu qua đời tại Ngũ Quốc thành. Sử sách chép lại, Hình hậu đã cố tự sát để tránh bị làm nhục nhưng không thành công. Cái chết của bà bị nhà Kim ém nhẹm. Mãi đến khi sinh mẫu của Cao Tông là Vi thái hậu về nước mới nói cho ông biết sự thật. Cao Tông ban thuỵ hiệu cho Hình hậu là Ý Tiết Hoàng hậu (懿節皇后). Thi hài của bà sau đó được đưa về nước, táng ở phía Tây Bắc của nơi chôn cất Chiêu Từ Thánh Hiến Hoàng hậu.
Kể từ khi Hoàng hậu băng, Tống Cao Tông vô cùng thống khổ, phiền muộn không nguôi. Ngô Quý phi biết được tâm trạng hoàng đế nên đã chỉ hôn các cháu của mình là Ngô Tuân (吳珣) và Ngô Cư (吳琚) kết hôn với 2 nữ nhân trong họ của Hình hoàng hậu để an ủi vong linh Hoàng hậu, cũng như làm vui lòng Tống Cao Tông. Mãi đến năm Thiệu Hưng thứ 11 (1144), Cao Tông mới nghe lời mẹ lập Kế hoàng hậu, và người được chọn vào ngôi vị Hoàng hậu chính là Quý phi Ngô thị.
Năm Thuần Hy mạt niên, Tống Hiếu Tông cải thuỵ của Hình Hoàng hậu là Hiến Tiết Hoàng hậu (憲節皇后), phối thờ với Tống Cao Tông ở Thái miếu. Hình Hoàng hậu không có với Tống Cao Tông một người con nào.